# سنترویل (تنسی)
سنترویل(به انگلیسی: Centerville) شهری در ایالت تنسی کشور ایالات متحده آمریکا است که جمعیت آن در سرشماری سال ۲۰۱۰ میلادی، ۳٬۶۴۴ نفر بوده‌است.